# Antirrhinum lopesianum
Antirrhinum lopesianum är en grobladsväxtart som beskrevs av Werner Hugo Paul Rothmaler. Antirrhinum lopesianum ingår i släktet lejongapssläktet, och familjen grobladsväxter. Inga underarter finns listade i Catalogue of Life.